# Marian Wendt

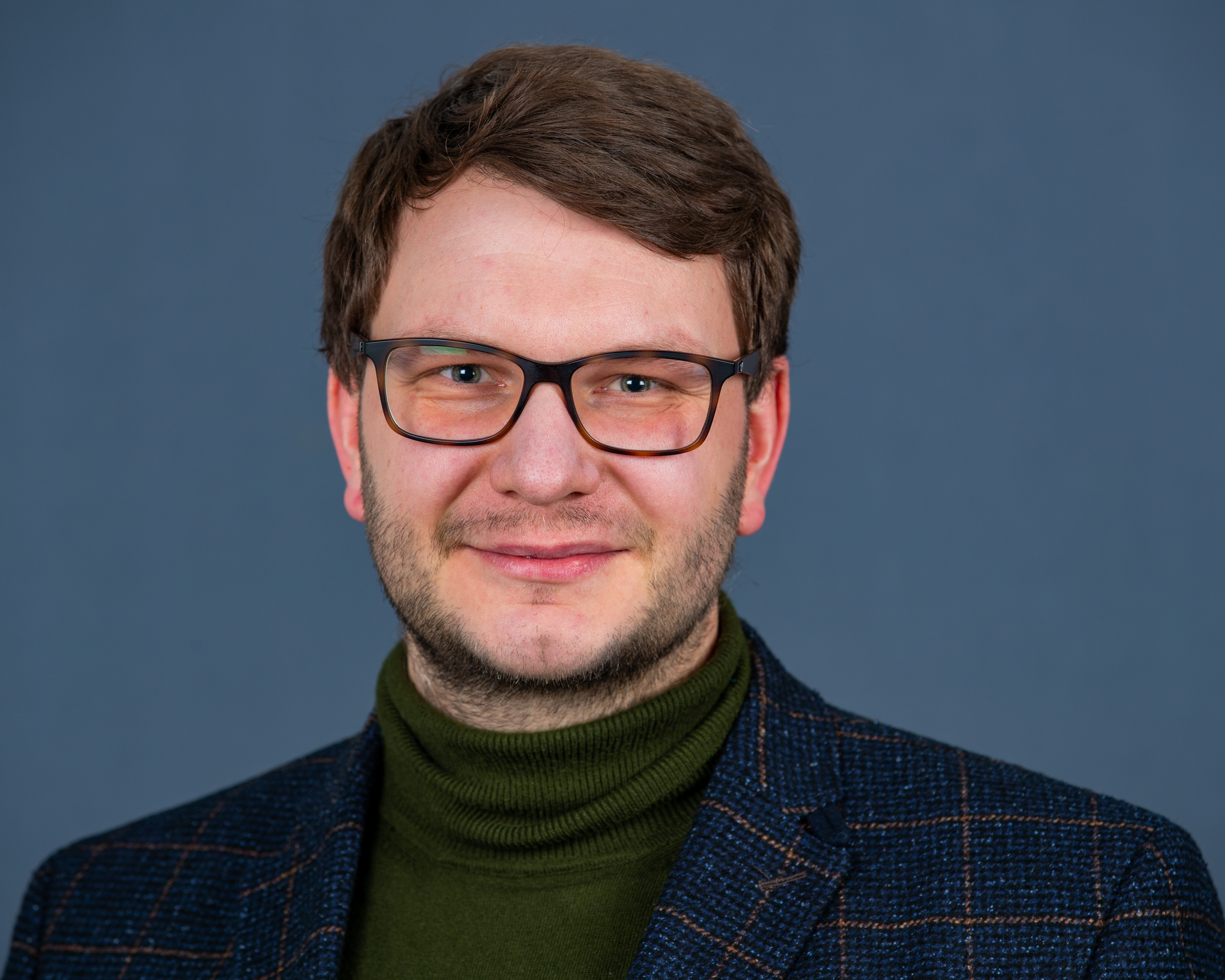
Marian Wendt (2020)

Marian Wendt (* 9. Juni 1985 in Torgau) ist ein deutscher Verwaltungswirt und Politiker (CDU). Von 2013 bis 2021 war er Mitglied des Deutschen Bundestages und dort von 2018 bis 2021 Vorsitzender des Petitionsausschusses. Seit 1. Oktober 2022 leitet er das Büro der Konrad-Adenauer-Stiftung für Griechenland und Zypern in Athen.

## Werdegang
Marian Wendt legte sein Abitur am Torgauer Joe-Polowsky-Gymnasium ab. Im April 2003 trat er der CDU bei. 2004 wurde er Vorsitzender der Jungen Union Nordsachsen. Wendt schloss 2007 ein Studium zum Diplom-Verwaltungswirt (FH) an der Fachhochschule Meißen und 2009 ein Studium zum Master of Laws, Studienrichtung Recht der öffentlichen Verwaltung, ab. Von 2010 bis 2013 war er wissenschaftlicher Mitarbeiter im Büro des Bundestagsabgeordneten Manfred Kolbe.
2017–2021 war Wendt Mitglied des Beirates des Bündnisses für Demokratie und Toleranz – gegen Extremismus und Gewalt. Von 2018 bis 2021 war er Präsident der THW-Bundesvereinigung.
Seit Januar 2022 absolvierte er eine Ausbildung zum Rettungssanitäter. und arbeitete bis Ende September für den ASB Rettungsdienst in Berlin. Im März 2022 kündigte Wendt an, ab Herbst 2022 das Büro der Konrad-Adenauer-Stiftung für Griechenland und Zypern zu leiten und dafür nach Athen zu ziehen. Seit 1. Oktober 2022 leitet er das Büro der Stiftung vor Ort.

## Auszeichnungen
Ende September 2022 wurde Marian Wendt für sein Engagement in der Corona-Pandemie für Italien mit Ritterorden der Italienischen Republik ausgezeichnet. Mit Wirkung zum 1. August 2023 erhielt Wendt laut seinem Facebookprofil die Einsatzmedaille Fluthilfe 2021 von Bundesministerin Nancy Faeser für seinen Einsatz während der Flut im Ahrtal 2021.

## Abgeordneter
Bei der Bundestagswahl 2013 gewann Wendt mit 45,6 Prozent der Erststimmen das Direktmandat im Bundestagswahlkreis Nordsachsen. Im 18. Bundestag war Wendt ordentliches Mitglied im Innenausschuss und stellvertretendes Mitglied des NSA-Untersuchungsausschusses. Bei der Bundestagswahl 2017 gelang es Wendt, den Wahlkreis Nordsachsen mit 32,8 Prozent zu verteidigen. Wendt war seit März 2018 Vorsitzender des Petitionsausschusses, ordentliches Mitglied im Innenausschuss und im Gremium nach Artikel 13 Absatz 6 Grundgesetz, sowie stellvertretendes Mitglied im Ausschuss Digitale Agenda und im 1. Untersuchungsausschuss der 19. Wahlperiode („Terroranschlag am Breitscheidplatz“). Zudem war er Stellvertretender Vorsitzender der Deutsch-Italienischen Parlamentariergruppe, Mitglied der Deutsch-Südosteuropäischen Parlamentariergruppe sowie stellvertretendes Mitglied des Parlamentarischen Freundeskreises Berlin-Taipei.
Am 2. September 2020 gab Wendt bekannt, bei der Bundestagswahl 2021 nicht erneut kandidieren zu wollen.

## Positionen
Marian Wendt lehnt die Gleichstellung von gleichgeschlechtlichen Partnerschaften mit Ehe aus Mann und Frau ab. Wendt stimmte 2017 gegen die Einführung der gleichgeschlechtlichen Ehe.
Wendt befürwortet Ankerzentren und forderte die Schaffung einer nationalen Ausländerbehörde. Er gilt als Kritiker des Migrationspakts und des Familiennachzugs.
Nachdem die Partei Die Linke 2015 auf Twitter ein Foto mit dem Text „Deutschland, Du mieses Stück Scheiße!“ geteilt hatte, sah Wendt hierin ein Argument für ihre Beobachtung durch den Verfassungsschutz.
Marian Wendt lehnt ein allgemeines Tempolimit auf deutschen Autobahnen ab.
In der Diskussion um als rechtsextrem kritisierte Texte des sächsischen Landesbischofs Carsten Rentzing verteidigte Wendt diesen. Wendt wertete die Vorwürfe als „Kampagne“ und sah ein „linksorientiertes Kesseltreiben“ gegen Rentzing am Werk. Rentzing habe sich von den 30 Jahre alten Texte distanziert und in seiner Funktion als Landesbischof auch nicht entsprechend geäußert. Vergebung solle für Christen „nichts Fremdes sein“. Rentzings Mitgliedschaft in einer schlagenden Studentenverbindung verteidigte er mit dem Hinweis, dass Studentenverbindungen für viele gute Impulse des 19. und 20. Jahrhunderts verantwortlich gewesen seien.
Im Oktober 2019 zeigte sich Wendt offen für eine Legalisierung von Cannabis. Dem Redaktionsnetzwerk Deutschland sagte er: „Cannabis könnte für den Eigenbedarf freigegeben werden, natürlich bei kontrolliertem Anbau und kontrollierter Abgabe. Die freiwerdenden Ressourcen in Polizei und Justiz sollten genutzt werden, um massiv gegen den illegalen Handel vorzugehen.“ Man müsse gesellschaftliche Realitäten anerkennen.

## Veröffentlichungen
- 2020 „Eine Politik für morgen: Die junge Generation fordert ihr politisches Recht.“ (ISBN 978-3-451-39386-0)
- 2023 Länderbericht Zypern: „Wer folgt auf Anastasiadis?“
- 2023 Länderbericht Zypern: „Neustart auf Zypern: Nikos Christodoulides ist neuer Präsident der Insel.“
- 2023 Länderbericht: „Energieregion östliches Mittelmeer: Eine Region wird zum Versorger Europas!“
- 2023 Länderbericht Griechenland: „Griechenland wählt ein neues Parlament – Stabiler Kurs oder Unregierbarkeit?“
- 2023 Länderbericht Griechenland: „Kyriakos Mitsotakis und neue Stabilität in Hellas“